# Austen Peter Brandt
Austen Peter Brandt (* 1. Dezember 1952 in London) ist ein deutsch-britisch-nigerianischer evangelischer Pfarrer.

## Leben
Brandt entstammt väterlicherseits einer nigerianischen Familie, seine Mutter ist Deutsche. Er wurde in London geboren. Er hat deshalb drei Staatsangehörigkeiten. Im Alter von zwei Jahren kam er nach Essen. Nach seiner Gymnasialzeit, in der er erste Diskriminierungen erfuhr, studierte er Theologie. Seit 1993 ist der Vater von drei Kindern im Duisburger Stadtteil Walsum-Aldenrade als evangelischer Pfarrer tätig.
Von 1979 an nahm er regelmäßig an Race-Awareness-Workshops in London teil. Bei Sybil Phoenix erhielt er eine Ausbildung zum Trainer für Anti-Rassismus-Trainings und Schwarze-Bewusstseins-Trainings. Auf Bitte des „Churches Committee for Migrants in Europe“ begann er 1986, solche Trainings für Deutschland zu erarbeiten. Zu deren Institutionalisierung gründete er 1993 die Gruppe „Phoenix – Für eine Kultur der Verständigung“. Ziel ist, Menschen für den Rassismus in seiner alltäglichen und strukturellen Erscheinungsform zu sensibilisieren. In der seit 1996 als Verein organisierten Gruppe werden auch Anti-Rassismus-Trainer ausgebildet. Zudem beteiligt sich der Verein an Aktionen gegen Rechtsextremismus und fördert den interreligiösen Dialog.
Brandt arbeitet außerdem bei der Initiative Schwarze Menschen in Deutschland (ISD), im Interkulturellen Rat in Deutschland, bei Schule ohne Rassismus – Schule mit Courage und im Beirat der Begegnungsstätte der DITIB-Merkez-Moschee in Duisburg-Marxloh mit.

## Ehrungen
- 2010: Aachener Friedenspreis für Austen Peter Brandt und den von ihm gegründeten Phoenix e.V.[4][5][6]
- 2011: Verdienstkreuz am Bande der Bundesrepublik Deutschland.[7]